# Daniel Schulz (Sänger)
Daniel „Schulle“ Schulz (* 26. Mai 1974 in Königs Wusterhausen) ist ein deutscher Sänger. Er singt unter anderem für Bierpatrioten und Toxpack.

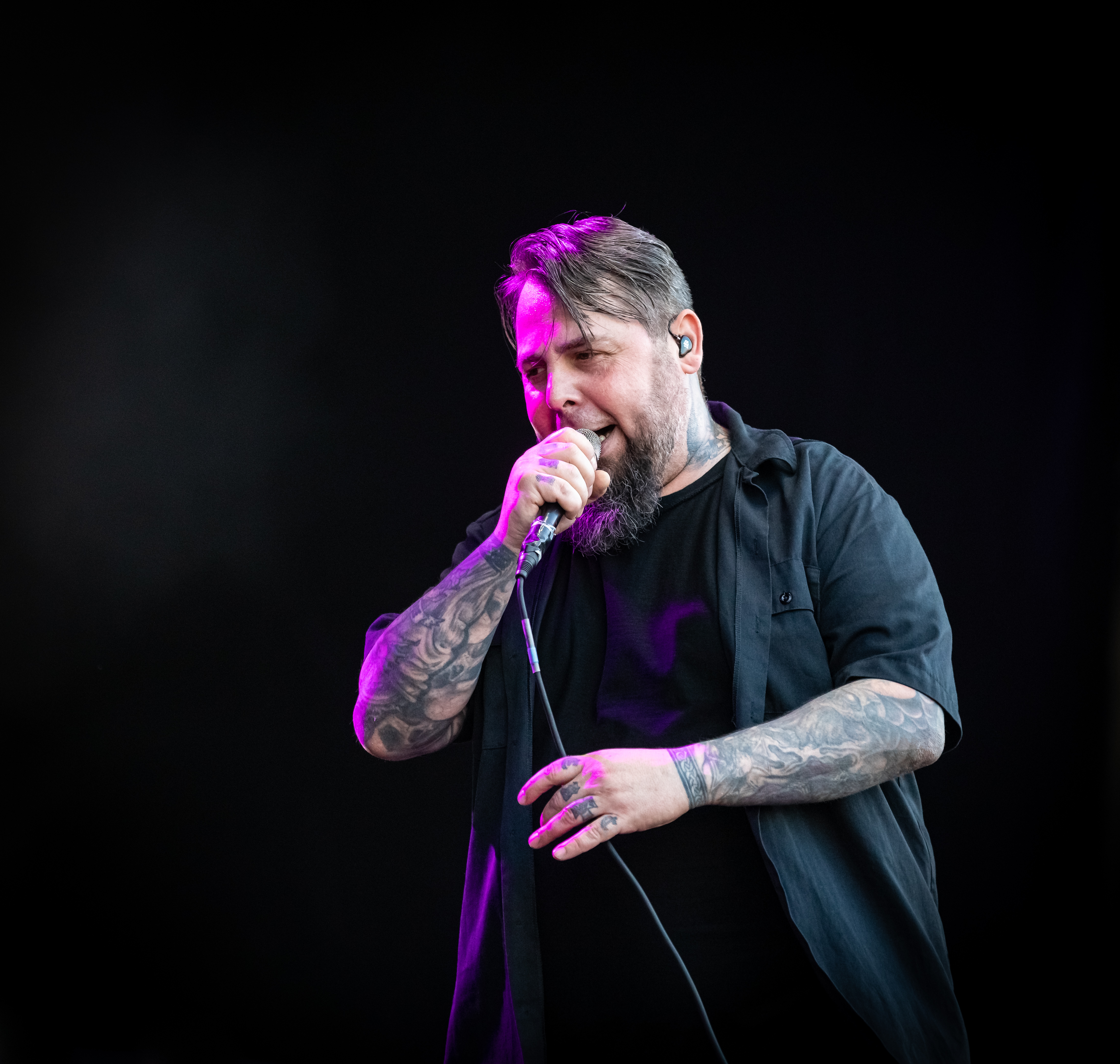
Daniel Schulz als Sänger mit Toxpack live bei Rock am Ring 2022

## Werdegang
Daniel Schulz ist im Berliner Bezirk Prenzlauer Berg aufgewachsen. Musikalisch inspiriert wurde er durch den Besuch eines Festivals mit Kreator, Tankard, Sabbat und Coroner in der ehemaligen Werner-Seelenbinder-Halle in Ost-Berlin.
Kurz nach dem Mauerfall gab es dann die ersten musikalischen Gehversuche als Sänger in einer Death-Metal-Band namens „Impossible Suffering“. 1990 wandte sich Schulz der Skinheadbewegung zu und war ab 1991 Sänger der Oi!-Band Voice of Hate und später – ab 1992 Sänger bei den Bierpatrioten.
2001 gründete er die Streetcore-Band Toxpack. Seit 2007 wurden drei Toxpack-Alben zusammen mit Produzent Harris Johns produziert. Schulz’ Markenzeichen ist seine kräftige und raue Gesangstimme.
Ab 2009 entfernte er sich nicht nur optisch von der Skinhead-Szene, sondern kehrte zu seinen früheren Heavy-Metal-Wurzeln zurück. Laut eigenen Aussagen lagen seine Beweggründe darin, dass er zwar eine „tolle und bewegende Zeit hatte, die Politik und die starren Regeln innerhalb der Skinhead-Szene und die damit einhergehende Spaltung ihn über die vielen Jahre ermüdete.“
Der Skinheadszene ist Schulz aber weiterhin verbunden, „obwohl ich seit 2009 rein äußerlich kein Skinhead mehr bin. Ich trage es im Herzen. Das lässt mich auch nicht mehr los. Es kommt sehr oft vor, dass ich 80er/90er-Oi! und -Punk höre und in Nostalgie versinke oder mit meiner alten Oi!-Band Bierpatrioten alle Jahre ein oder zwei Shows spiele.“

## Diskografie

### Mit Bierpatrioten
- 1993: Immer breit - Demotape
- 1993: Titten raus - EP
- 1994: Randale, Pogo, Alkohol
- 1995: Die Russen kommen EP
- 1997: Aus der Traum - Picture EP
- 1998: Auf dem Weg zur Hölle
- 2000: Geh mit Gott
- 2010: Berliner Prunkstücke (Best-of-Album)
- 2013: Randale, Pogo, Alkohol / Live 2011 im Eastend Berlin

### Mit Toxpack
- 2001 Stadtgeflüster
- 2002 Racheengel - EP
- 2003 Vergeltung - Split EP
- 2003 Die andere Seite
- 2005 Aggressive Kunst - Picture LP
- 2007 Cultus Interruptus
- 2009 Epidemie
- 2011 Bastarde von Morgen
- 2014 Friss!
- 2017: Schall & Rausch
- 2019: Kämpfer
- 2022: Zwanzig.Tausend Volt

### Gastauftritte
- 2004: Moiterei: Gequält und geprügelt (Song: Jeder Hund hat seinen Tag)
- 2006: Volxsturm: Lichter meiner Stadt (Song: Lichter meiner Stadt)
- 2008: Gumbles: In altbewährter Manier (Song: Links zwo drei)
- 2008: Stomper 98: Tage deiner Jugend (Song: Skinhead 94)
- 2009: Scorbut: Unter die Haut (Song: Heute Nacht)
- 2010: Anticops: In the eyes of a dying Man (Song: Take the Money)
- 2010: Towerblocks: The Good, The Bad & The Punks (Song: ASEM)
- 2010: Die Bonkers: Stockbesoffen & genial (Song: Saufen wir haben Saufen)
- 2011: Protection of Hate: Bleeding Hardcore (Song: Hardcore Brotherhood)
- 2011: Pro-Pain: 20 Years of Hardcore (Song: Keine Amnestie für MTV)
- 2011: WilderHagen: Kämpf dich frei (Song: Hier sind die Macher)
- 2011: Halbstarke Jungs: Dissonant (Song: Spielverderber)
- 2012: El Bosso meets The Skadiolas: Nie wieder Kirmesmusik (Song: Lied für dich)
- 2013: Scorbut: The Nidge BLITZ Memorial - Sampler (Song: Someone’s gonna die)
- 2014: Platzverweis: Bis der Vorhang fällt (Song: Unsere Hassliebe)
- 2014: Höllenlärm: Zeit zum wieder Aufstehen (Song: Zeit zum wieder aufstehen)
- 2015: Strychnine: Static Warfare (Song: Kontrastprogramm)